# Angera
Angera (Ingera in dialetto varesotto) è un comune italiano di 5 339 abitanti in provincia di Varese in Lombardia. Il comune si trova sulla sponda sud-orientale del Lago Maggiore.

## Origini del nome
Potrebbe derivare da in glarea ("sulla ghiaia"), indicando la vicinanza alla riva del lago. Secondo altri viene dal latino Angularia, da angulus, nel senso allargato di: "angolo di terreno eroso dalle correnti del fiume". Viene citata come Anghiera sulla mappa del Ducato di Milano nella Galleria delle carte geografiche.

## Storia
La presenza umana nel territorio è testimoniata fin dal Paleolitico Superiore grazie ai rinvenimenti risalenti all'Epigravettiano finale rintracciati nella Grotta di Angera, importanti reperti del neolitico provengono inoltre da località Baranzini ("Baranzitt" in dialetto varesotto) e dall'area dell'attuale cimitero. Non sono stati ad oggi rinvenuti reperti significativi e sufficientemente abbondanti da testimoniare un insediamento nell'età del bronzo e del primo ferro, ossia all'epoca della famosa cultura di Golasecca, che pure fu tanto importante per tutto il Basso Verbano. Reperti ceramici insubri tardo celtici testimoniano invece una continuità di insediamento a partire almeno dal II secolo a.C. Tra II e I secolo a.C. iniziano a diffondersi nella zona sempre più numerosi reperti romani che testimoniano l'avvenuta romanizzazione dell'area. 
Nel 49 a.C. anche gli abitanti Angera, come tutte le popolazioni che abitavano il territorio a Nord del Po, divennero cittadini romani a pieno diritto. In seguito il borgo conobbe un forte sviluppo commerciale con lo sfruttamento dell'insenatura naturale di Angera come porto lacuale di scambio per le merci trasportate via acqua lungo Po, Ticino e Verbano, e i prodotti che vi giungevano via terra grazie alla via Severiana Augusta: da qui si potevano raggiungere i passi alpini della Novena, del Lucomagno, del San Gottardo, dello Spluga e del San Bernardino. Angera era infatti, in epoca romana, un importante porto fluviale che metteva in collegamento la Gallia Cisalpina con la Rezia.
Dal villaggio iniziarono a partire dall'età romana i blocchi di pietra di Angera e il legname dei boschi dell'Alto Verbano, utilizzati sicuramente per la costruzione di importanti edifici milanesi e del territorio. 
Non vi è certezza sul nome del villaggio di età romana; l'identificazione con il villaggio Sebuinus citato su un basamento scultoreo ospitato nel lapidario della Rocca, è solo una ipotesi, anche perché non si conosce l'esatta provenienza di tale basamento nell'ambito delle estese proprietà borromaiche. 
Il nome più antico, testimoniato da fonti del X secolo, è quello di Statio, che sembra indicare il ruolo di porto e stazione commerciale svolto da Angera in epoca antica. 

Il nome muterà nel primo medio evo in Angleria, di non sicura etimologia, ma molto probabilmente derivante dalla contrazione di Ad Glaream ovvero "presso la ghiaia", presente abbondantemente nel terreno alluvionale dove sorgeva il nucleo principale.
Nel Medioevo Angera era a capo di una Pieve che comprendeva paesi delle due sponde del lago. Sul suo territorio, nel XIV secolo, si contavano venti edifici religiosi. 
La storia di Angera va però letta anche in chiave militare. Almeno dall'XI secolo sul luogo dell'attuale Rocca di Angera si trovava una struttura fortificata che poi divenne proprietà degli arcivescovi di Milano. 

Nel XIII secolo la struttura passò in possesso della famiglia Visconti, che la trasformò in una poderosa fortezza in posizione dominante su tutto il paese ed il lago.

Nel 1449 la Rocca fu acquistata dalla famiglia Borromeo, attuale proprietaria. 
Nel 1497, per volere di Ludovico il Moro, Angera assunse titolo di Città.
Durante la guerra dei Trent'anni, nel 1636, i francesi, per impedire la navigazione tra il lago e Milano, allestirono una nave, armata di quattro cannoni, sulla quale imbarcarono cento moschettieri e la piazzarono davanti ad Angera. Gli spagnoli allora fecero armare alcune imbarcazioni e, dopo alcuni combattimenti, costrinsero la nave francese a ritirarsi lungo il Ticino. 
Nel 1776 il fisico italiano Alessandro Volta scoprì per la prima volta il metano nelle paludi di Angera. Riuscì ad isolare il gas, che chiamò "aria infiammabile delle paludi", nel 1778. Era quello che oggi chiamiamo metano.
Nel primo dopoguerra. Barzola e Capronno furono annessi al Comune di Angera. 
Il 20 aprile del 1954, con decreto del presidente della Repubblica, Angera venne ufficialmente denominata città. Nel settembre 2014 sono stati celebrati i 60 anni della città, con una festa che ha coinvolto la Protezione Civile nazionale, regionale, provinciale e locale.

### Simboli
Lo stemma e il gonfalone del Comune di Angera sono stati concessi con decreto del presidente della Repubblica del 5 agosto 1991.
Il gonfalone è un drappo di azzurro.
Lo stemma del Comune di Angera riprende l'emblema della dinastia milanese dei Visconti che fu la prima ad essere investita del potere sulla zona.
Con decreto del Presidente della Repubblica del 23 febbraio 2016, Angera ha adottato la propria bandiera, partita di azzurro e di rosso con al centro lo stemma civico.

## Monumenti e luoghi d'interesse

### Architetture religiose
- Chiesa parrocchiale di S. Maria Assunta, edificata su una precedente chiesa risalente al XIV secolo dedicata a Santa Maria
- Chiesa di Sant'Alessandro, Sisinnio e Martirio, risalente al XIV secolo su struttura preesistente di epoca alto medievale
- Chiesa di San Quirico la cui prima menzione risale al XIII secolo
- Santuario della Madonna della Riva risalente al XVII secolo

### Architetture civili
- Palazzo Borromeo edificio neoclassico arricchito al centro da un timpano triangolare. È il Sito n.20 del Museo Diffuso della Città.

### Architetture militari

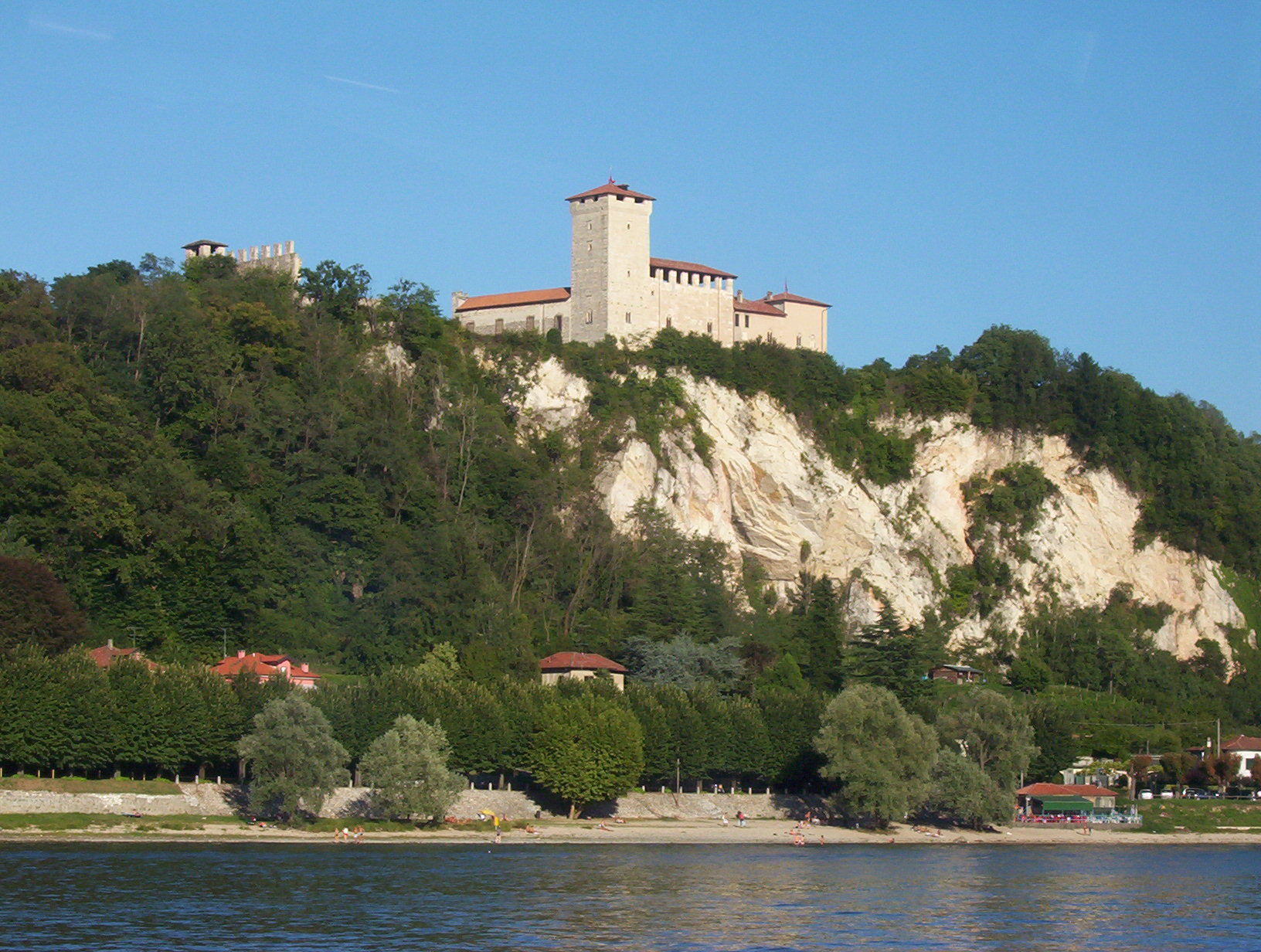
La Rocca Borromeo di Angera

La Rocca Borromeo di Angera è uno dei principali punti di interesse di Angera. Si può visitare e ospita il Museo della bambola e del giocattolo, una collezione di oltre mille pezzi tra le più ricche d'Europa, completata di recente dall'acquisizione di preziosi automi francesi, tutti funzionanti. In un'altra ala del castello si trova il Museo dell'Abbigliamento infantile con capi raccolti tra l'Ottocento e la metà del Novecento.
La Rocca fu fortificata dapprima dagli arcivescovi di Milano e successivamente dai Visconti e dai Borromeo. 
Lungo la strada di accesso alla Rocca, si trova una spelonca, già abitata in tempi preistorici e attribuita forse arbitrariamente al culto di Mitra.

### Aree naturali
L'Oasi della Bruschera e l'isolino Partegora, zone protette ove si possono scorgere fauna e flora caratteristici del lago Maggiore. Nel 1776, Alessandro Volta scoprì l'esistenza e le proprietà del metano visitando la palude dell'isolino.  L'evento è ricordato da una targa commemorativa apposta sul municipio comunale.
A nord del borgo è situata la collina di San Quirico, che si può percorrere attraverso una rete di sentieri che cingono il colle. Il percorso è denominato Anello di San Quirico e può essere percorso a piedi o bicicletta. Alla sommità del colle vi è la chiesetta di San Quirico.

## Società

### Evoluzione demografica
- 368 nel 1550
- 876 nel 1751
- 1 265 nel 1805
- 1 722 dopo annessione di Barzola, Capronno e Ranco nel 1809
- 2 260 nel 1853
- 2 346 nel 1861

Abitanti censiti

## Cultura

### Musei
- Civico museo archeologico di Angera è situato al primo piano del Palazzo del Pretorio, una palazzina quattrocentesca con portico colonnato. Al pian terreno dell'edificio si trovano il Lapidario, con importanti stele ed epigrafi di età romana. La sezione preistorica ospita testimonianze della più antica presenza dell'uomo nel territorio varesino, dal Paleolitico superiore all'età del Rame; oltre ai reperti provenienti dalla Grotta di Angera e da numerose località della zona, sono esposte anche riproduzioni di archi, frecce ed asce preistoriche. La sezione romana presenta al pubblico la storia del vicus in età romana, quando raggiunse grande prestigio come luogo di scambio commerciale e di incrocio tra la via fluvio-lacuale costituita da Po, Ticino e Verbano e la strada carrabile che da Milano conduceva al Verbanus, giungendo proprio ad Angera nella attuale Via Greppi. Le prime vetrine di questa sezione ospitano reperti rinvenuti in occasione di scavi e recuperi archeologici nel borgo. I reperti più antichi risalgono ad epoca tardo-celtica e repubblicana e contribuiscono a raccontare la fase della romanizzazione del territorio. Sono molto significative anche le testimonianze della prima età imperiale, che ci mostrano un villaggio al centro di commerci tra l'alto Adriatico e l'area transalpina. Una vetrina è dedicata ai nuovi scavi ed una ospita i reperti provenienti da un edificio residenziale e lavorativo scoperto negli anni ottanta e dove è venuto alla luce, tra gli altri reperti, anche un tesoretto di oltre 280 monete.

La seconda parte della sezione romana è dedicata alla Necropoli romana che venne scavata negli anni settanta e che si trovava in corrispondenza dell'attuale cimitero. Una lettiga funebre carbonizzata illustra il rito funerario più diffuso ad Angera nella prima età imperiale e nelle vetrine sono esposti a rotazione alcuni dei più significativi corredi tombali tra le svariate centinaia rinvenute nella zona.
- Museo della Bambola e del Giocattolo: situato all'interno della Rocca è uno dei più importanti musei del giocattolo d'Europa[11]

## Geografia antropica
Secondo l'ISTAT, il territorio comunale comprende i centri abitati di Angera, Barzola, Capronno e Fornetto-Vigane, e i nuclei abitati di Bruschera, Montecatini e Paludi.

## Infrastrutture e trasporti

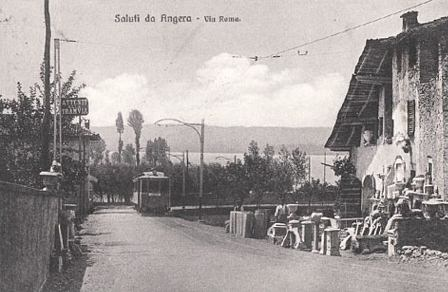
Angera, via Roma

Storicamente, Angera è collegata con il resto del territorio in virtù dell'affaccio sul Lago Maggiore.
Angera è servita dalla viabilità provinciale attraverso le strade numero 69, che l'attraversa in direzione nord-sud, e numero 48, che da essa si dirama verso est.
All'estremo ovest del borgo è situato l'imbarcadero, da dove è possibile raggiungere Arona e le altre località a nord del lago, con i battelli della Navigazione del lago Maggiore.
La stazione di Taino-Angera, posta lungo la ferrovia Novara-Pino, non è più servita da treni passeggeri a partire dal 2013.

Fra il 1914 e il 1940 Angera rappresentò il capolinea orientale della tranvia Varese-Angera, gestita dalla Società Anonima Tramvie Orientali del Verbano (SATOV), la quale si attestava presso l'imbarcadero cittadino.

## Amministrazione

Il gonfalone comunale

### Gemellaggi
- Viviers